# Ansambel Storžič
Ansambel Storžič je slovenska narodnozabavna zasedba, ki je bila ustanovljena leta 1994 in ima sedež na Golniku. Izvajajo narodnozabavno glasbo s triglasnim petjem, na nastopih pa tudi zabavno glasbo. Zelo uspešni so bili na več narodnozabavnih festivalih, na najprestižnejšem Slovenska polka in valček pa so doslej slavili kar trikrat.

## Zasedba
Ansambel Storžič so leta 1994 ustanovili harmonikar Klemen Grašič, basist Primož Urbanec in kitarist Tone Zelnik. Do prve kadrovske spremembe je prišlo leta 2000, ko se je ansamblu kot novi kitarist pridružil Janko Kokalj. Leto dni pozneje so razširili zasedbo s pevcem Klemnom Torkarjem, ki je v zasedbi ostal sedem let. Leta 2005 sta se zamenjala tako kitarist kot basist, pridružila sta se Tomaž Kušar in Janez Hostnik, ki v zasedbi vztrajata še danes.

## Delovanje
Ansambel Storžič je bil ustanovljen leta 1994 s sedežem na Golniku. Tega leta se je ansambel v sestavi Klemen Grašič na harmoniki, Tone Zelnik na kitari in Primož Urbanec na basu predstavil na oddaji Kar znaš, to veljaš na Radiu Slovenija. Udeležili so se tudi festivala v Števerjanu in se že na prvem tovrstnem nastopu uvrstili v finale. Ob tej priložnosti je z njimi kot pevka nastopila Renata Križnar. Trio Storžič je nastopil v Števerjanu tudi naslednje leto in osvojil nagrado za najboljši trio. Zatem so se predstavili tudi na Ptuju, kjer so ob prvem nastopu prejeli srebrnega orfeja, za drugega pa so bili ocenjeni z zlatim orfejem. Leta 1998 so se prvič uvrstili v finale festivala na Vurberku, vendar v njem niso osvojili nagrad. Leta 1999 so izdali kaseto z naslovom Gorenjski raj. V vsem tem času sta jim pomagala Franci Urbanec, oče basista Primoža, in kitarist zadnje zasedbe Ansambla bratov Avsenik Renato Verlič.
Leta 2001 se je zasedba razširila s pevcem Klemnom Torkarjem, ki se je večkrat uspešno predstavil na prireditvi Prvi glas Gorenjske.
Kot mentor, aranžer in producent skladb jim je pomagal Mirko Šlibar, svoj čas harmonikar Slovenskega kvinteta. Leta 2002 so se uspešno predstavili na najprestižnejšem festivalu Slovenska polka in valček, kjer so za skladbo V Bohin' 'ma d'ž ta mvade prejeli nagrado strokovne komisije. Leto dni pozneje so izdali istoimensko zgoščenko. Leta 2005 je prišlo do zamenjave polovice ansambla. Tudi v novi zasedbi so bili festivalsko uspešni, že leta 2006 je na festivalu Slovenska polka in valček komisija njihov valček Rad bi iskal razglasila za slovenski valček leta. Nagrajeni so bili tudi na vurberškem festivalu.
Leta 2008 so izdali tretji album na drugi zgoščenki Ples za dva. Od ansambla se je istega leta poslovil Torkar, ki je odšel na študij petja. Ansambel ni iskal zamenjave in je nadaljeval v trio sestavu. Od takrat naprej so večinoma igrali na porokah. S snemanjem novih lastnih skladb so nadaljevali leta 2012. Leta 2017 so se ponovno uspešno predstavili na festivalu Slovenska polka in valček, saj je občinstvo njihovo polko Ta nagajivi čas izbralo za polko leta 2017.

## Uspehi
Ansambel Storžič je na festivalih narodnozabavne glasbe dosegel naslednje uspehe:
- 1995: Festival Števerjan – Nagrada za najboljši trio.
- 2002: Slovenska polka in valček – Najboljša skladba festivala v celoti po mnenju strokovne komisije: V Bohin' 'ma d'ž ta mvade.
- 2004: Festival Ptuj – Nagrada za najboljšo melodijo, avtor Klemen Grašič.
- 2006: Slovenska polka in valček – Najboljši valček: Rad bi iskal.
- 2006: Festival Vurberk – 1. nagrada strokovne komisije za izvedbo in Šifrarjeva plaketa.
- 2017: Slovenska polka in valček – Najboljša polka: Ta nagajivi čas.

## Diskografija
Ansambel Storžič je do sedaj izdal štiri albume, prvega na kaseti, ostale na CD-jih:
1. Gorenjski raj (1999)
2. V Bohin' 'ma d'ž ta mvade (2003)
3. Ples za dva (2008)
4. Ta nagajivi čas (2017)

## Največje uspešnice
Ansambel Storžič je najbolj poznan po naslednjih skladbah:
- Le za trenutek
- Na blejskem gradu
- Ples za dva
- Rad bi iskal
- Ta nagajivi čas
- V Bohin' 'ma d'ž ta mvade